# Comano Terme
Comano Terme település Olaszországban, Trento megyében. Lakosainak száma 2936 fő (2023. január 1.). Comano Terme Arco, Bleggio Superiore, Bocenago, Dro, Giustino, Massimeno, Tre Ville, San Lorenzo Dorsino, Stenico, Tenno, Tione di Trento, Fiavé és Madruzzo községekkel határos.

## Népesség
A település népességének változása:
| Lakosok száma | 2963 | 2964 | 2936 |
|               | 2017 | 2018 | 2023 |